# Jean Baptiste Denisart
Jean Baptiste Denisart (Iron, 1º ottobre 1713 – Parigi, 4 febbraio 1765) è stato un magistrato francese.

Collection de décisions nouvelles, 1771 (Fondazione Mansutti, Milano).

Nato in una cittadina della Piccardia nel nord della Francia, pubblicò la sua opera più importante nel 1754, la Collection de décisions nouvelles et de notions relatives à la jurisprudence actuelle, riscuotendo molto successo nel paese, successo che ne determinò numerose ristampe, in particolare quella del 1771. Questa enciclopedia raccoglie il diritto francese del XIX secolo, corredato da un dizionario giuridico in ordine alfabetico e di semplice utilità pratica. Le definizioni sono scritte partendo dalla normativa e dalla consuetudine, con attenzione a decisioni giudiziarie inedite. Ad esempio, la voce Assurance fa riferimento alla copertura del rischio per un attacco bellico di una nave inglese verso una francese nel 1756, nonostante la Guerra dei sette anni non fosse stata ancora dichiarata. Un esemplare dell'edizione del 1771 è conservato presso la Fondazione Mansutti di Milano.